# Twin Tiers

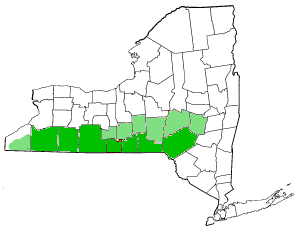
Mapa do estado de Nova Iorque com destaque para o Southern Tier.

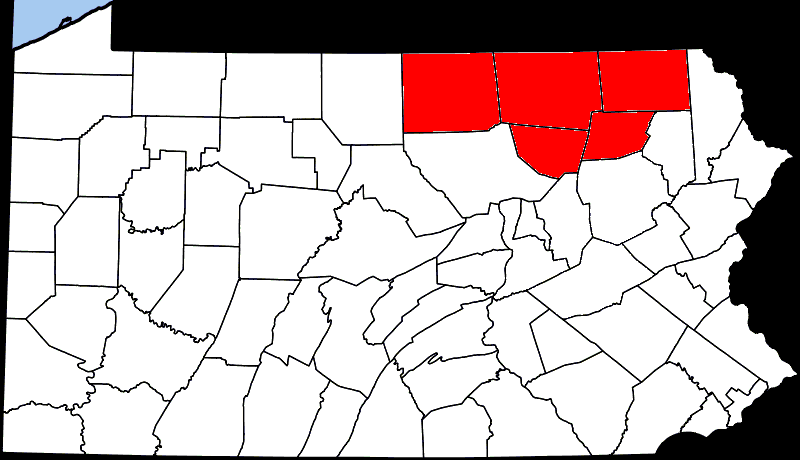
Mapa do estado da Pensilvânia com destaque para o Northern Tier.

Twin Tiers é um termo geográfico que se refere ao conjunto de condados que ficam na fronteira Nova Iorque-Pensilvânia, adjacentes ao paralelo 42 N.
É contra-intuitivo o facto de o Southern Tier estar efetivamente a norte do Northern Tier, e o Northern Tier a sul do Southern Tier. Isto é por causa das designações "Northern" e "Southern" serem relativas aos estados em que estão localizadas, e não relativamente ao estado vizinho.
A região é predominantemente rural e conta com muitas pequenas localidades. É normalmente definida pela inclusão dos seguintes condados:
| Northern Tier | Southern Tier |
| --- | --- |
| - Condado de Bradford - Condado de Sullivan - Condado de Tioga - Condado de Susquehanna - Condado de Wyoming - Condado de McKean - Condado de Potter | - Condado de Delaware - Condado de Broome - Condado de Tioga - Condado de Chemung - Condado de Steuben - Condado de Allegany - Condado de Cattaraugus |

Uma extravagância é o facto de os condados de McKean, Potter e (menos frequentemente) Cameron se referirem a si mesmos como parte dos Twin Tiers mas nunca se considerarem parte do Northern Tier, preferindo a designação "Northern Pennsylvania". O condado de Erie e o condado de Warren quase nunca são considerados como parte dos Twin Tiers, embora parte do condado de Warren sejam por vezes associadas ao resto da região.
A região foi historicamente um território disputado antes da fundação dos Estados Unidos. O Northern Tier foi reclamado pela Colónia da Pensilvânia e pela Colónia do Connecticut, enquanto o Southern Tier foi reclamado pela Pensilvânia, Colónia da Baía de Massachusetts e Colónia de Nova Iorque. Vários tratados e vendas de terras colocaram o Northern Tier na Pensilvânia e o Southern Tier no estado de Nova Iorque.